# Laï
Laï   este un oraș  în  partea de sud a Ciadului,  centru administrativ al regiunii  Tandjilé. La recensământul din 2008 avea o populație de 20.500 locuitori.

## Demografie
| An   | Populație |
| ---- | --------- |
| 1993 | 14.272    |
| 2001 | 16.700    |
| 2010 | 20.500    |